# Antonio Piedra
Antonio Piedra Pérez (Sevilla, 10 oktober 1985) is een Spaans voormalig professioneel wielrenner. Hij reed voor onder meer Andalucía-Cajasur en Caja Rural. Het hoogtepunt uit de carrière van Piedra is een ritzege in de Ronde van Spanje van 2012. Hij was de sterkste van een groep vluchters in de vijftiende etappe met finish bergop in Lagos de Covadonga, Asturië.

## Overwinningen
2009
5e etappe Ronde van Portugal
2012
Rogaland GP
15e etappe Ronde van Spanje

## Resultaten in voornaamste wedstrijden
| Jaar | Ronde van Italië | Ronde van Frankrijk | Ronde van Spanje |
| ---- | ---------------- | ------------------- | ---------------- |
| 2007 |                  |                     |                  |
| 2008 |                  |                     |                  |
| 2009 |                  |                     | 78e              |
| 2010 |                  |                     | 103e             |
| 2011 |                  |                     | 72e              |
| 2012 |                  |                     | 84e (1)          |
| 2013 |                  |                     | 109e             |
| 2014 |                  |                     | 99e              |

| Jaar | Ronde van Lombardije | Clásica San Sebastián |
| ---- | -------------------- | --------------------- |
| 2007 |                      |                       |
| 2008 |                      |                       |
| 2009 |                      |                       |
| 2010 |                      | opgave                |
| 2011 |                      | 38e                   |
| 2012 |                      |                       |
| 2013 |                      | 90e                   |
| 2014 | 91e                  | 74e                   |

## Ploegen
- 2007 –  Fuerteventura-Canarias
- 2008 –  Andalucía-Cajasur
- 2009 –  Andalucía-Cajasur
- 2010 –  Andalucía-Cajasur
- 2011 –  Andalucía-Caja Grenada
- 2011 –  Caja Rural
- 2013 –  Caja Rural-Seguros RGA
- 2014 –  Caja Rural-Seguros RGA
- 2016 –  Funvic Soul Cycles-Carrefour
- 2017 –  Manzana Postobón Team

Affonso · Almeida · Bulgarelli · Cardoso · Chamorro · Diniz · Gaspar · Mahler · Manarelli · Nazaret · Nicácio · Piedra · Pinheiro · Quirino · Ramos · Urtasun · Machado (stagiair) · Mendonça (stagiair) · Rincón (stagiair)
Aguirre · Amador · Bohórquez · Bol · García · Higuita · Molano · Orjuela · Osorio · Paredes · Piedra · Reyes · Sierra · Suaza · Vilela · Villegas · Chía (stagiair) · Rivera (stagiair) · Ruiz (stagiair)